# Vallon de Pré Mous
Le  Vallon de Pré Mous  ou  Vallon de Pré Mout  est un site naturel situé à l’ouest de la commune de Chaugey, dans le département de la Côte-d'Or

## Description
Le site est un marais tuffeux de pente typique du Châtillonais.

## Statut
Le site est classé Zone naturelle d'intérêt écologique, faunistique et floristique de type I, sous le numéro régional no 10190000 
Les marais tufeux du Châtillonnais sont classés Sites d'Importance Communautaire Natura 2000.

### Flore
La flore comportes des espèces boréales rares et protégées : 
- le Choin ferrugineux  (Schoenus ferrugineous),
- la Swertie pérenne   Swertia perennis ,
- la Gentiane des marais,
- ainsi que des orchidées rares comme l’Orchis incarnat et l’Épipactis des marais[2].

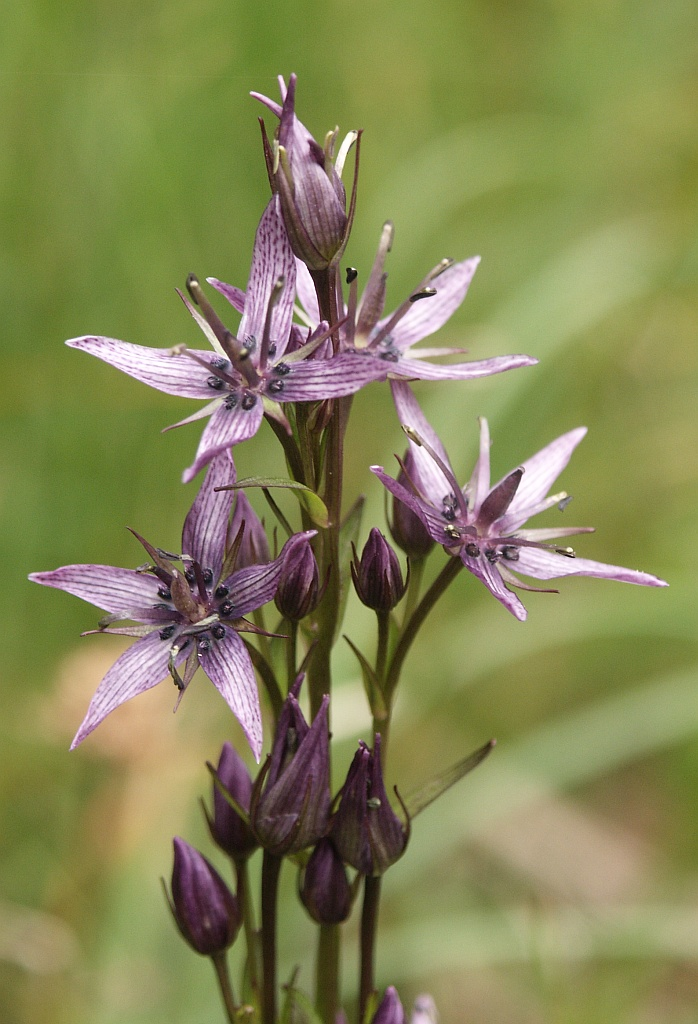
Swertie perenne
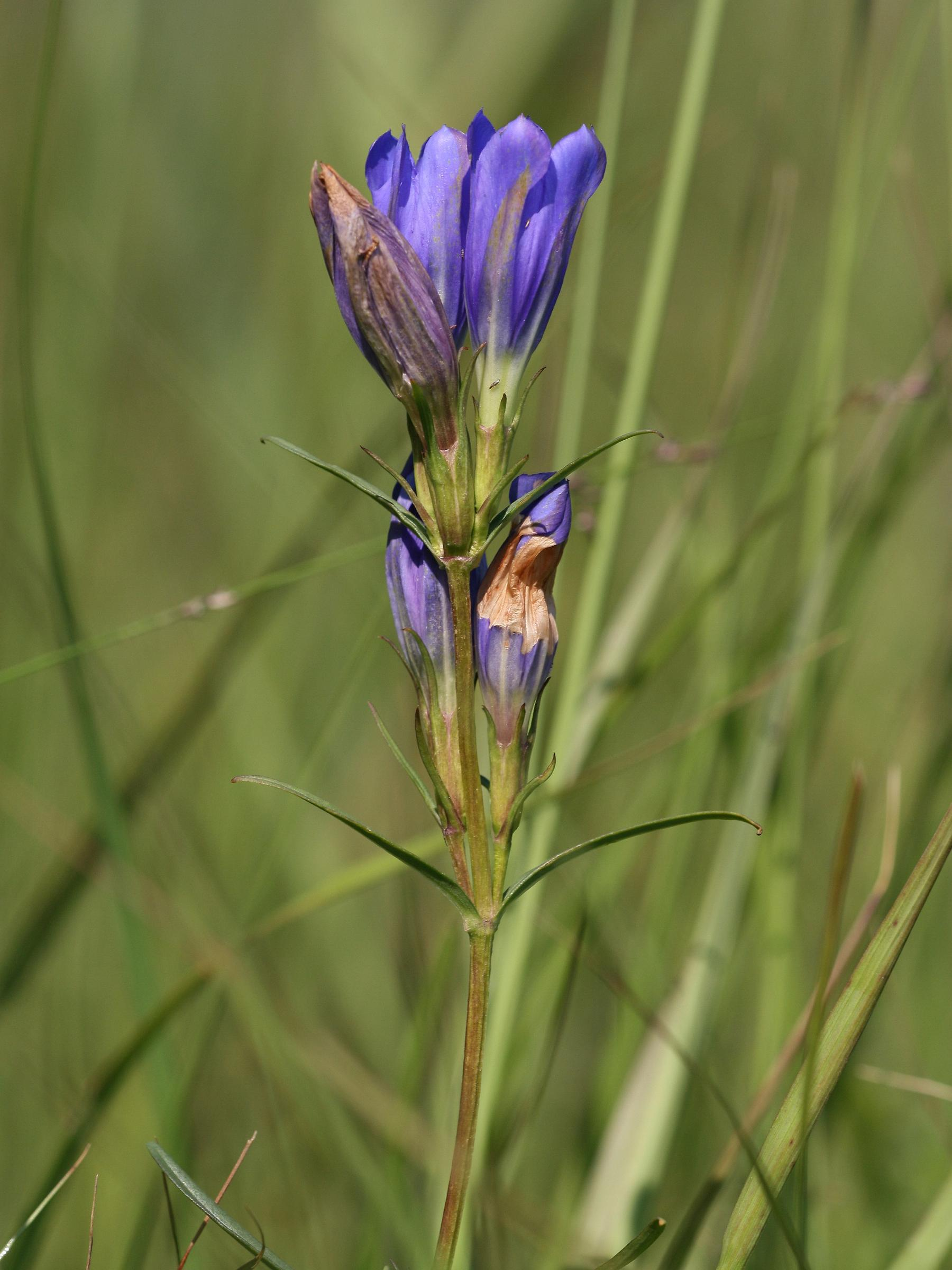
Gentiane des marais
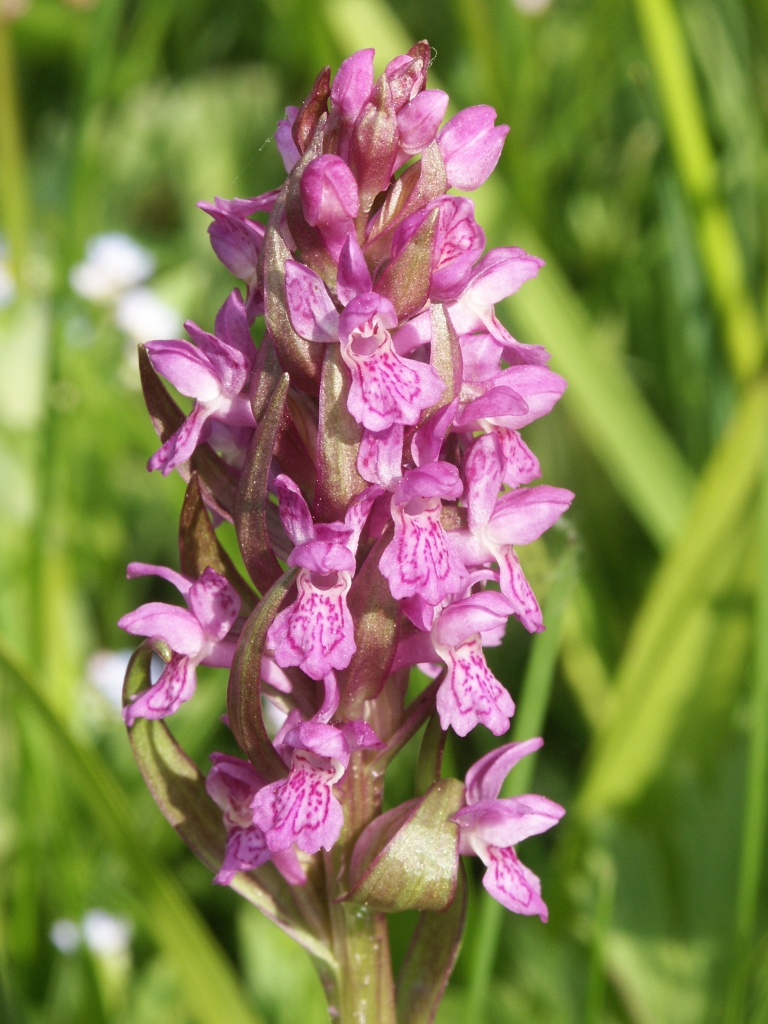
Orchis incarnat
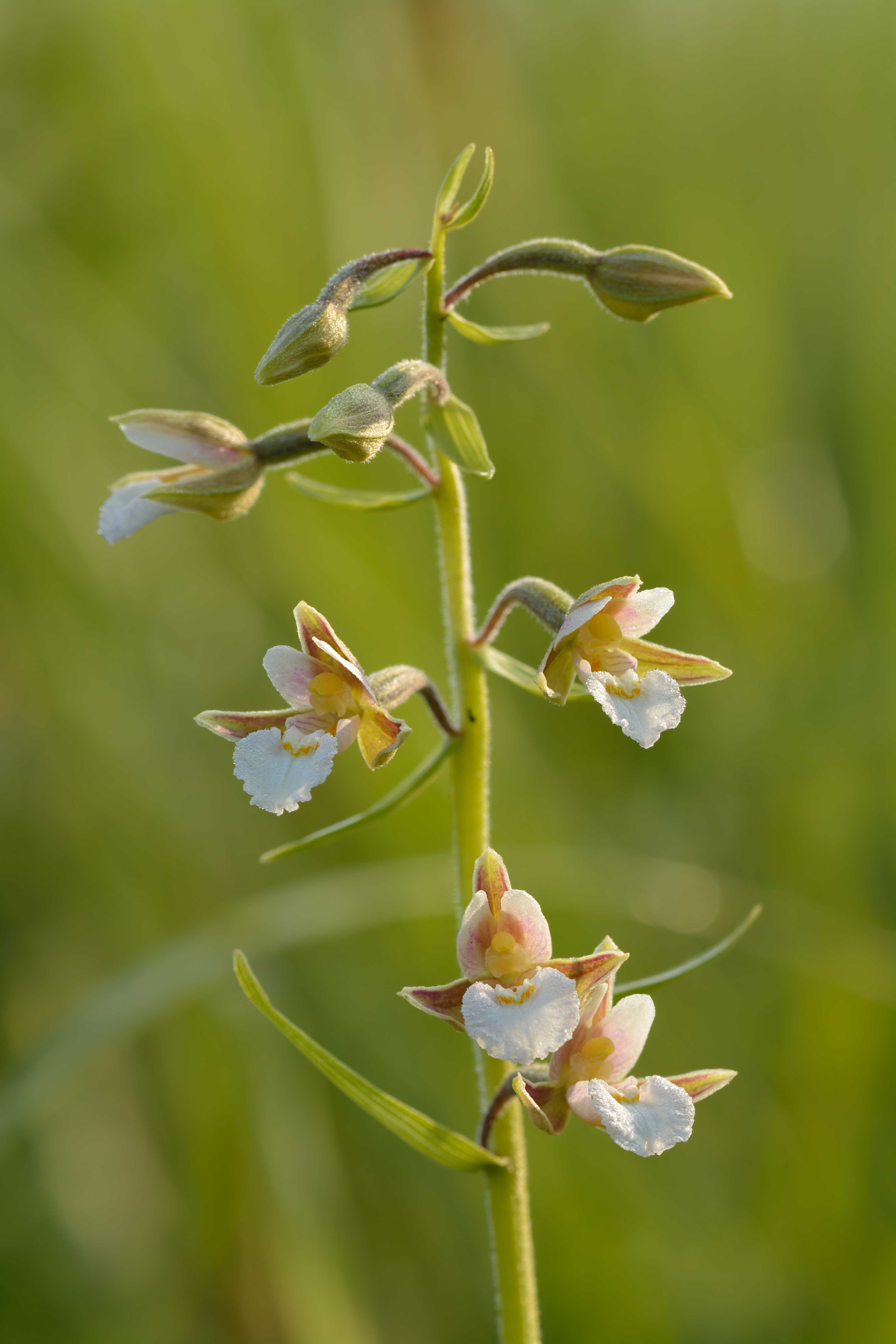
Epipactis des marais